# Agata Sofia Sassernò
Agata Sofia Sassernò (in francese: Agathe-Sophie Sasserno; Nizza, 3 ottobre 1810 – Nizza, 6 giugno 1860) è stata una poetessa francese.

## Biografia
Agata Sofia Sassernò nacque nel 1810 in piazza Victor (oggi piazza Garibaldi) a Nizza dal tenente colonnello Louis Sasserno, un ex collaboratore di Andrea Massena, e da Marie Sibille Chartroux. Era inoltre cugina del pittore Giovanni Battista Biscarra. Scrisse la sua prima poesia all'età di quattordici anni per distrarre suo padre, evento che secondo Jean-Baptiste Toselli l'avrebbe incoraggiata a continuare. Non si sposò mai e si dedicò interamente alla poesia.
Sebbene scrivesse in francese, Sassernò si considerava italiana, tanto da dedicare la sua opera Les Sylphides (1838) al re Carlo Alberto di Sardegna. In seguito produsse Ore meste, chants sur l'Italie (1846) e la raccolta Poésies françaises d'une Italienne (1854) per la quale il critico Charles Augustin Sainte-Beuve scrisse la prefazione. Entusiasta per l'Unità d'Italia, in Glorie e Sventure: chants de guerre de l'indépendance italienne (1852) evocò Anita Garibaldi.
Il suo attaccamento a Nizza, che lei definiva la sua patria, è un tema ricorrente nelle sue poesie. Nella sua Nice (1858) scrive infatti "Oh bella, o mia patria bella, o dolce terra natale, o mia bella così bella". Una sua poesia intitolata Physionomies nationales descrive diversi costumi regionali, di cui due sono della regione di Nizza, mentre in À Catherine Ségurane celebra l'eroismo di Caterina Segurana, una lavandaia nizzarda.
Intrattenne una folta corrispondenza con diversi scrittori francesi tra cui Alphonse de Lamartine, Alexandre Dumas, Victor Hugo e François-René de Chateaubriand, e fu membro corrispondente dell'Accademia di Lione. È sepolta nel cimitero del castello di Nizza.

## Opere
- Les Sylphides : chants d'une jeune fille dédiés à Sa Majesté le Roi Charles-Albert, Nizza, Suchet fils, 1838.
- Haute-Combe, poème lyrique, 1844.
- Une Larme sur l'autel, Parigi, Challiot, 1845.
- Le Mousse au départ, Parigi, Chelliot, 1845.
- Ore meste, chants sur l'Italie et poésies intimes et religieuses, Torino, Etablissement typ. Fontana, 1846.
- L'Ange et Minla, poème lyrique en 3 parties : l'amour, l'extase, la mort, Parigi, impr. de Firmin-Didot frères, 1847.
- Le Départ des pêcheurs, musica di Alfred Sasserno, Parigi, E. Challiot, 1851.
- Glorie e Sventure : chants de guerre de l'indépendance italienne, et poésies nouvelles, vol. 1-2, Torino, 1852.
- Poésies françaises d'une Italienne, Parigi, Charpentier, 1854.
- Pauvre petit, Parigi, imp. de Bouchard, 1854.
- Nizza, duettino, Parigi, Chabal, 1855.
- Pleurs et sourires : Étrennes poétiques, Torino, Impr. de l'Union typographique-éditrice, 1856.
- La Prière de la jeune fille, scène, paroles de S. Sasserno, Paris, J. Heinz, 1859.
- Marie. Romance p.r baryton, Parigi, chez Alphonse Leduc, 1863.
- Jacques Azaïs, M. E. Carou e Agathe Sophie Sassernò, Poésies bitteroises de Jacques Azaïs,... Élégie sur l'anniversaire de J. Azaïs, Parigi, Maisonneuve / Société pour l'étude des langues romanes, 1882.
- La lyre du jeune âge : La prière de la jeune fille, Parigi, O. Bornemann, 1888.